# Diário Mercantil (Diários Associados)
O Diário Mercantil foi um jornal diário sediado no Rio de Janeiro de orientação econômica. O periódico fazia parte dos Diários Associados (DA) e vinculado ao Jornal do Commercio.
Uma das suas características, era a publicação dos balanços financeiros de empresas, com o objetivo de satisfazer essa divulgação pública obrigatória.
Criado pelo grupo DA em 1991, no dia 29 de abril de 2016 ocorreu a impressão da sua última edição, e assim como o Jornal do Commercio, ambos deixaram de existir no mesmo dia.